# Ås kloster

Ås klosters sigill från 1377 med texten "S'QVENTUS S'MARIE DE ASYLO".

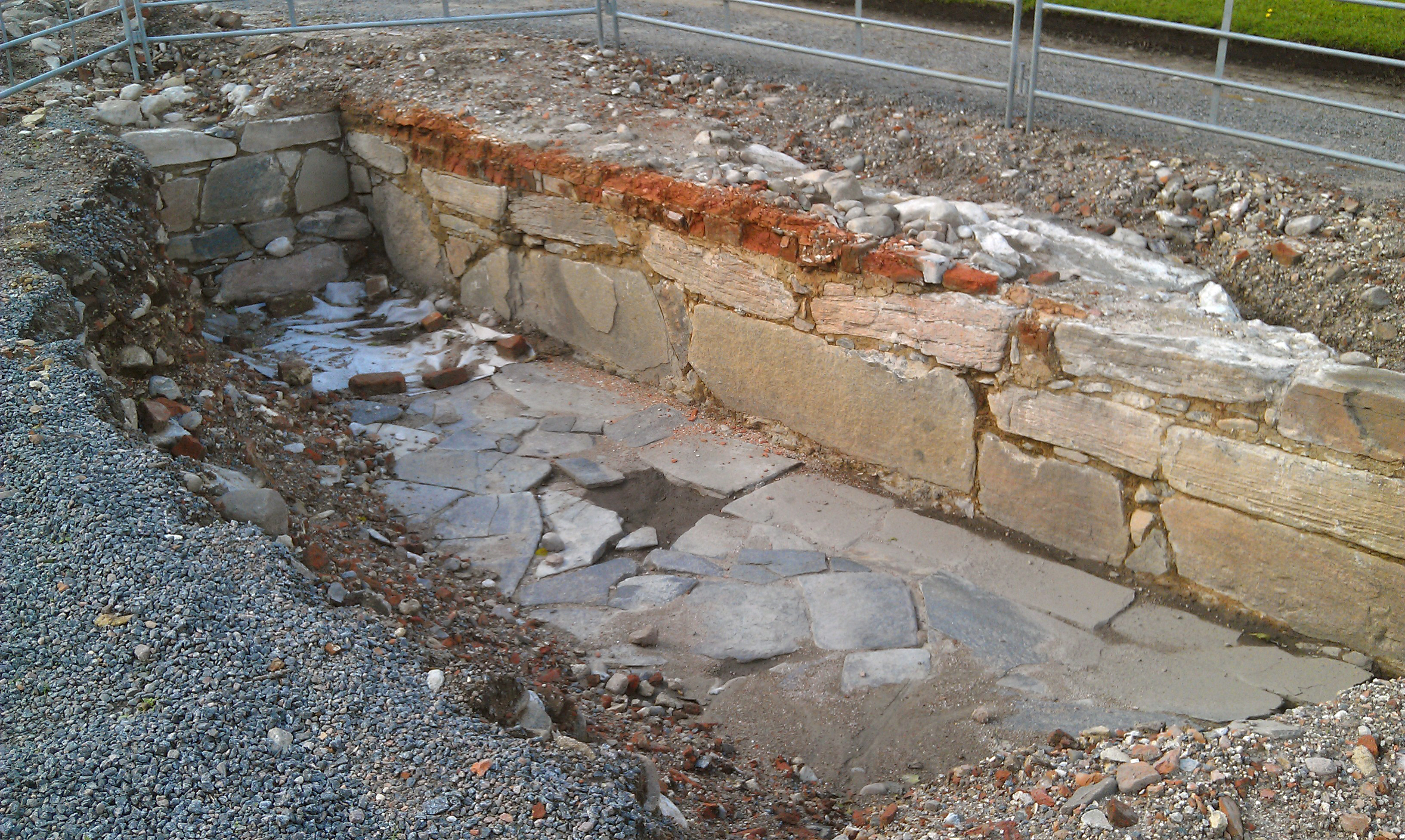
Utgrävningen av Ås kloster. Bilden är tagen i augusti 2011.

Ås kloster, även kallat Asylum, låg vid Klosterfjorden i Ås socken, där Viskan har sitt utlopp i Kattegatt, i det på den tiden danska Halland. I dag hör området till Varbergs kommun och ligger vid den nutida orten Åskloster, cirka 14 km norr om centralorten Varberg. Trots att klostret både var Hallands första, största och rikaste kloster är det idag ett av Nordens mest bortglömda. På platsen där det en gång så storslagna klostret låg finns idag inga synliga ruiner kvar. Dessa ligger nu istället dolda under Åsklosters kungsgård och det enda som kan ses är två ruinkullar.

## Historik
Ås kloster var ett munkkloster tillhörigt cisterciensorden, stiftat 1192 och anlagt 1194 genom utflyttning från det 1161 grundade Sorø kloster, på Sjælland.
Enligt den unika handskriften Valdemars jordebok donerade Valdemar Sejr (regeringstid 1202–1241) kungsgården Ås till klostret. Exakt var denna gård legat är idag osäkert. (Riksantikvarieämbetet 2003) Klostret ägde omkring 250 gårdar i trakten.
Klostret åtnjöt stort anseende; ett par av konung Magnus Erikssons (1316-1374) och drottning Blankas i späda år avlidna barn blev begravda i Ås kloster.
Cicterciencerklostret stängdes på 1500-talet och blev förstört under grevefejden 1535. Klostrets abbot hette då Mathias Ericsson. I samband med klostrets förstöring eller vid något senare tillfälle kan en kyrkklocka kan ha förts till Fotskäls kyrka. Eftersom kyrkoarkivet i Surteby brann 1857 kan upplysningar inte hämtas därifrån.

## Klostrets placering
Klosterbyggnadernas exakta placering var länge osäkert eftersom det ej finns några synliga ruiner ovan mark på platsen. 2009-2010 genomförde Riksantikvarieämbetet efter påskyndan av en grupp entusiaster en undersökning av området med hjälp av georadar. Analysen avslöjade lämningar under jord. En mindre yta frilades genom arkeologisk utgrävning. Härvid frilades delar av klostrets östra länga samt en tillbyggnad till denna från 1200/1300-talet. 
Den genom utgrävningen blottade sydöstra delen av klosterlängan hade fortfarande kvar sitt medeltida stengolv. Murarna låg endast några cm under markytan. Marken runt murarna utgjordes till stor del av trasiga tegelstenar. Eftersom det fanns kunglig order på att tegel från klostret skulle återanvändas till Varbergs fästning har man bara kastat ner det tegel som inte var fullgott när man knackat bort murbruket. 2012 fortsatte undersökningarna av klostret.

## Hantverk
Cisterciensermunkarna var goda hantverkare. Landa kyrkas form tyder på att den byggdes med hjälp av munkar från Ås kloster.
Dopfunten i Landvetters kyrka från slutet av 1200-talet är tillverkad i cistercienserklostret i Ås. Den är gjord i täljsten och kyrkans äldsta föremål. Dekorationen på funten är väl genomtänkt och härstammar från det heliga landet, där några franska korsriddare fann mönstret och tog hem det till sitt land. Från Frankrike vandrade cistercienserna upp till norden och förde med sig idéer och innovationer till våra breddgrader. Mönstret på cuppan föreställer paradisets trädgård och mitt i trädgården är livets vatten, dopvattnet. Man får tänka sig att dopfunten en gång varit bemålad och strålat vackert i levande lågors sken. (Landvetters församling)

## Abbotar i Ås kloster
- 1194- Okänd
- 1238-1241 Th(omas?)
- 1259 (Nicolaus. Tidigare abbot i Sorø eventuellt abbot i Ås)
- 1343-1350 Andreas
- 1362-1378 Petrus
- 1379-1386 Johannes Mattisson
- 1386-1392 niels (Nicolaus) Clemensen
- 1392 Nicolas Johannis (Prfessus)
- 1393 Niels (Nicolas Johannis?)
- 1396-1398 Sven
- 1403?-1405? Nicolaus (Niels)
- 1403?-1405? Peter
- 1406? Nicolaus
- 1408-1458 Peter Thuwasson
- 1462-1481 Lindorm
- 1491-1492 Anders Bengtsson
- 1498 Anders Nilsson
- 1514-1532 Mats (Mattias) Eriksson

## Fynd
Följande galleri innehåller några fynd gjorda vid utgrävningarna av Ås kloster:

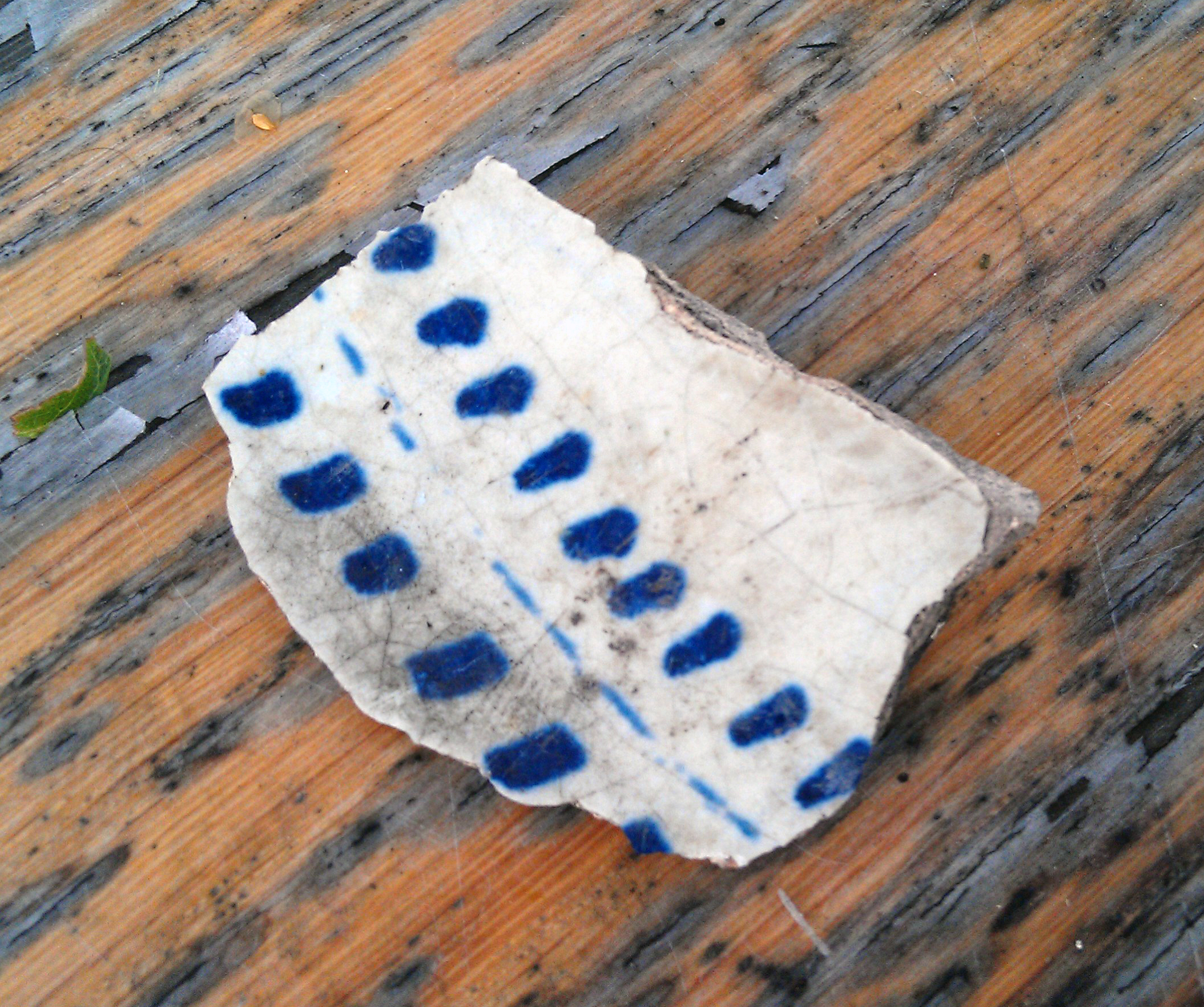
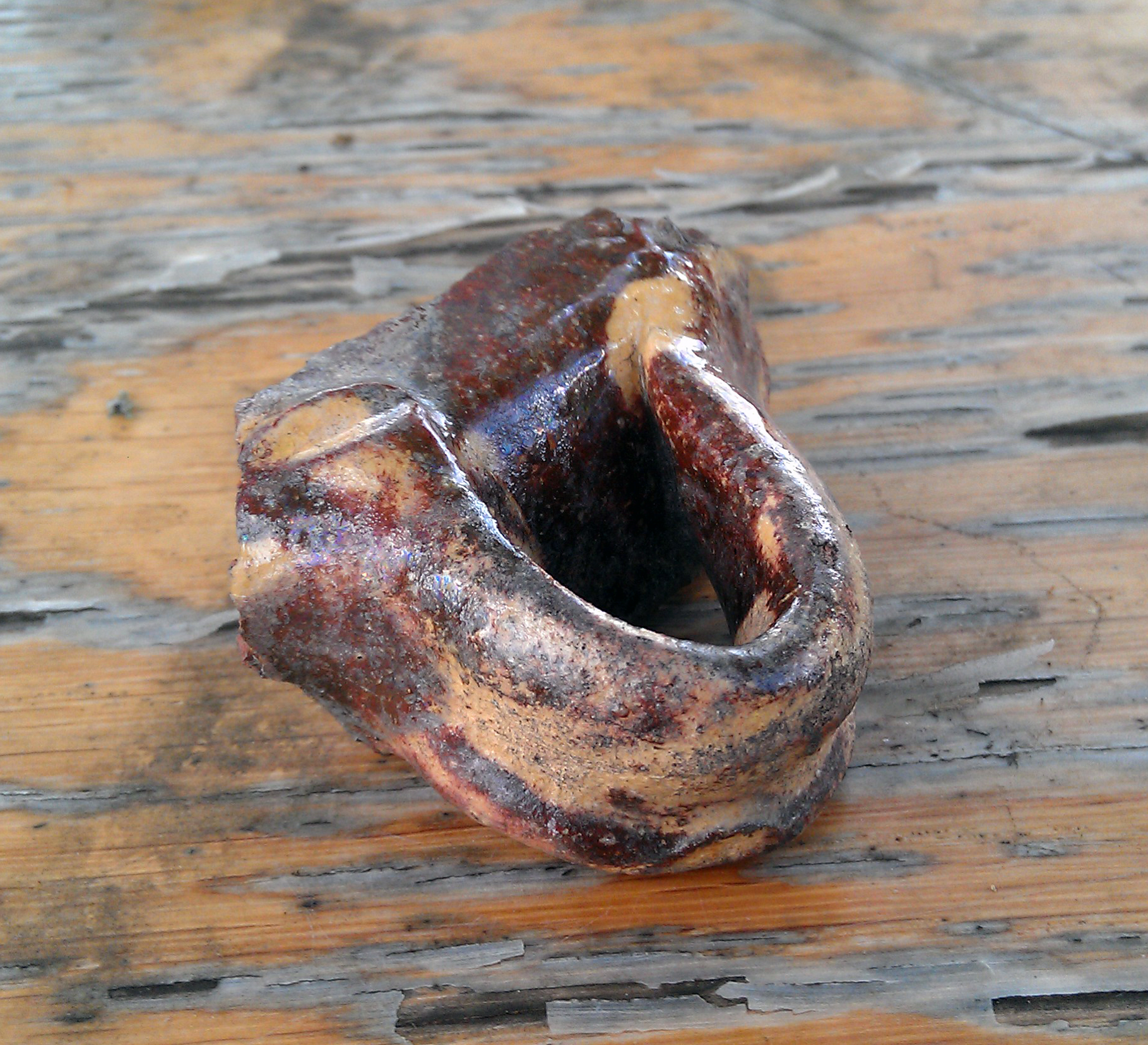
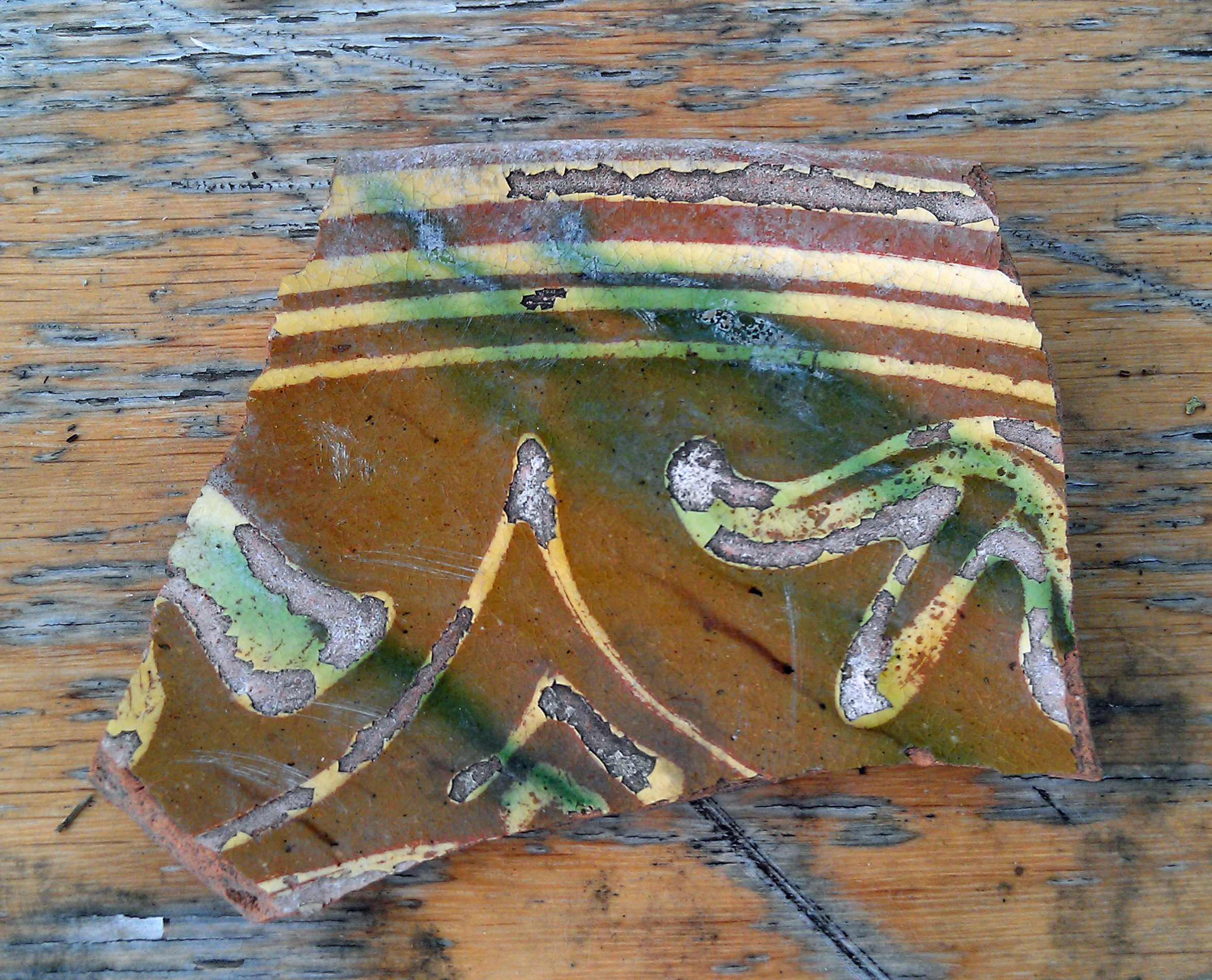
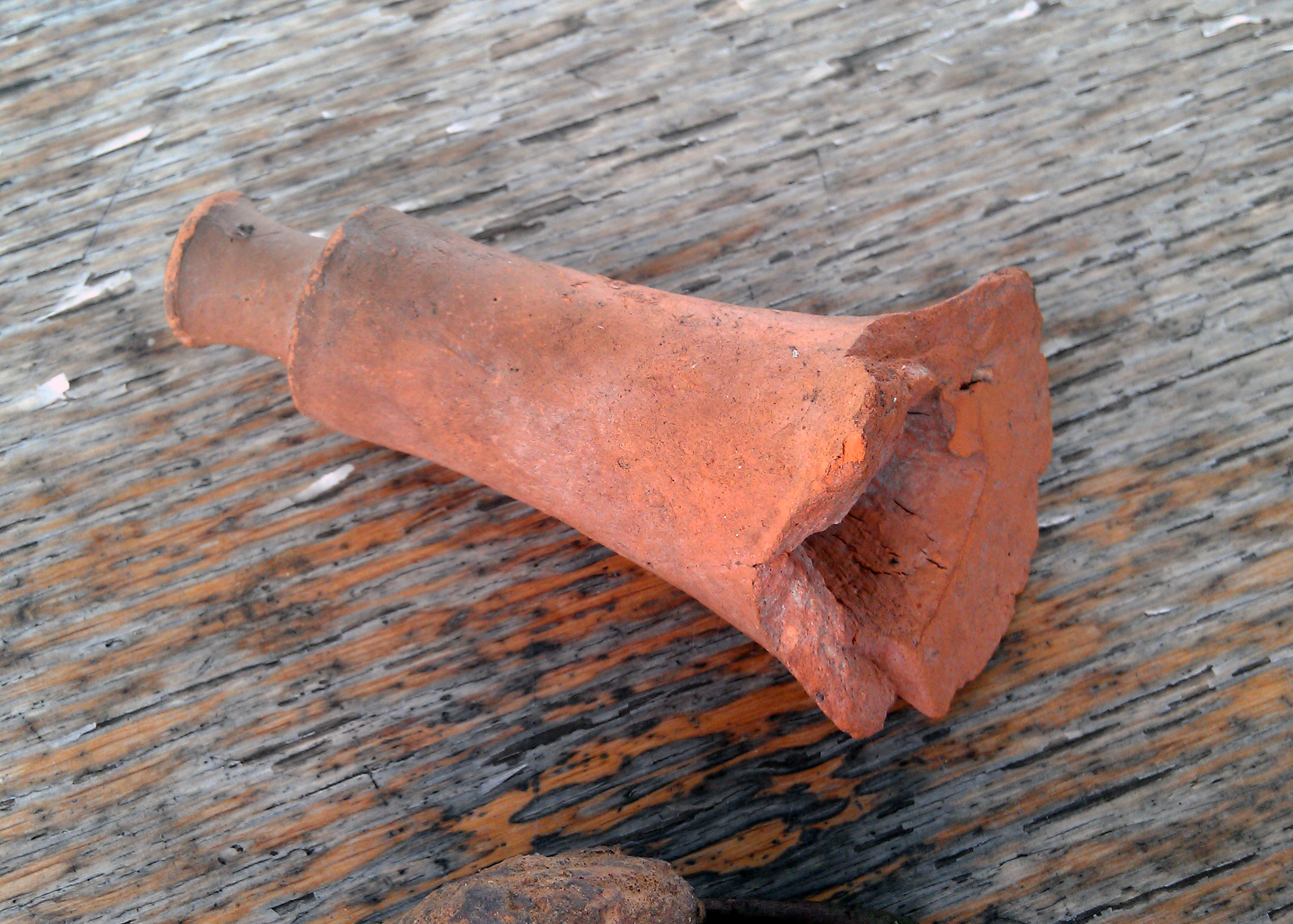
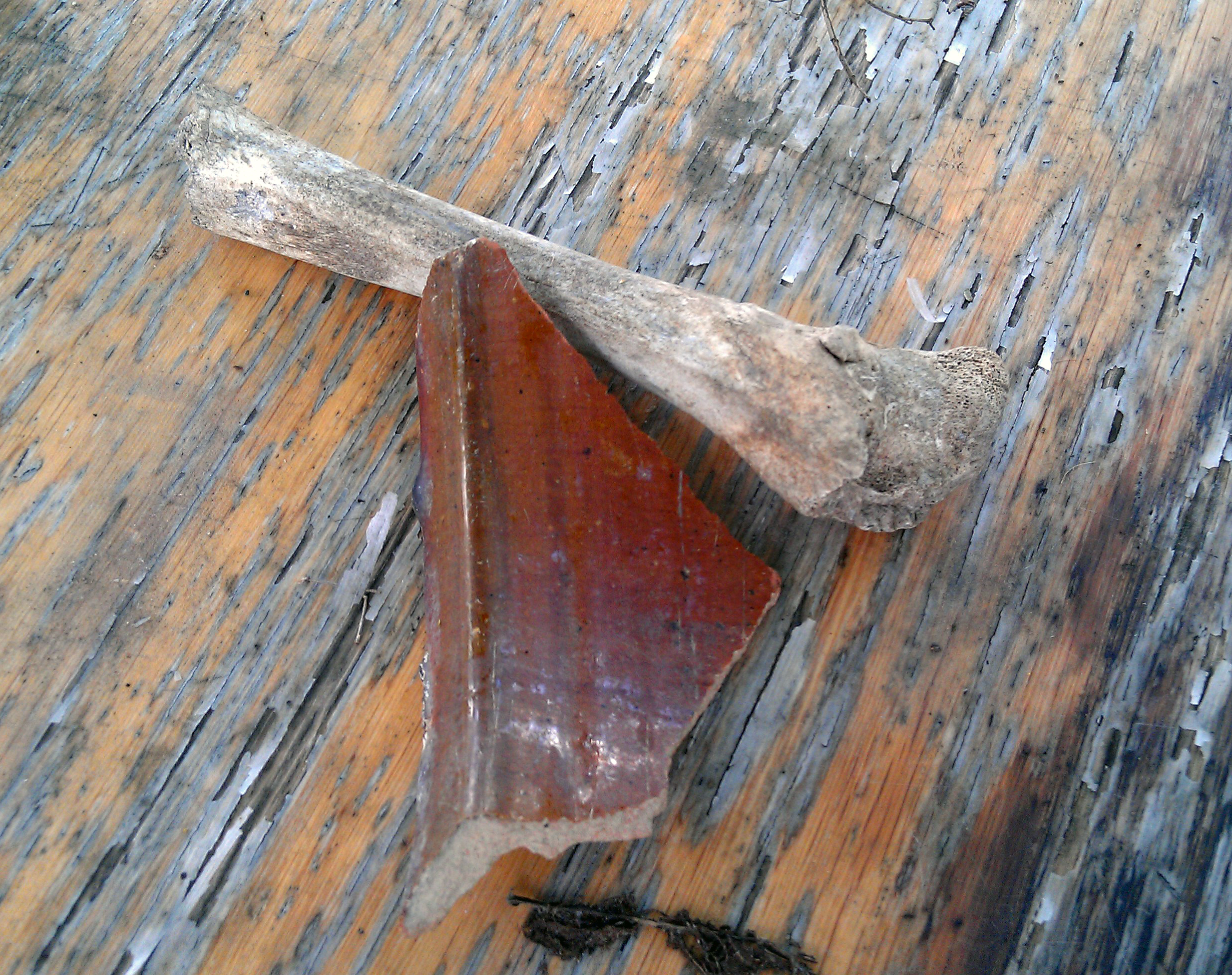
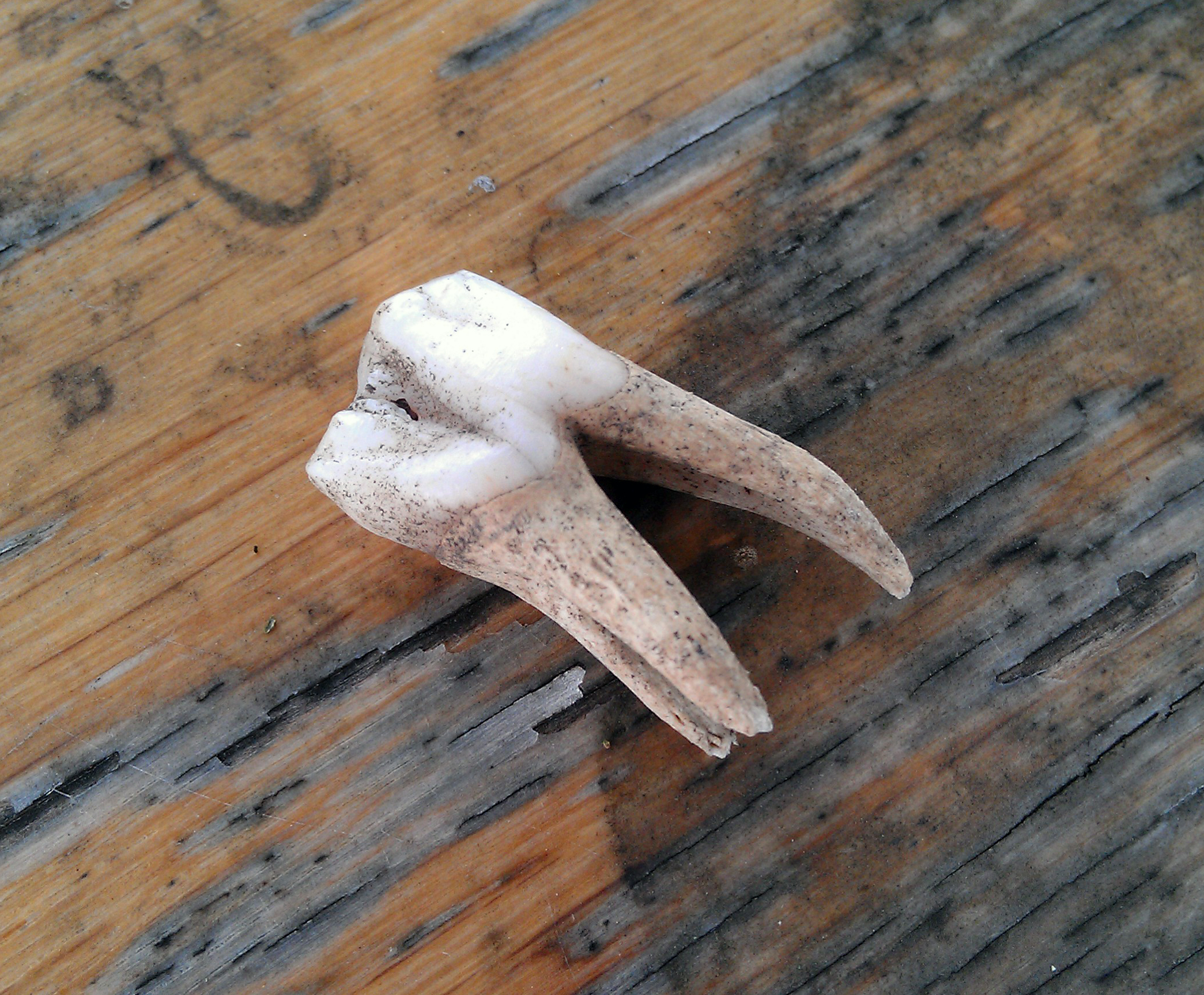
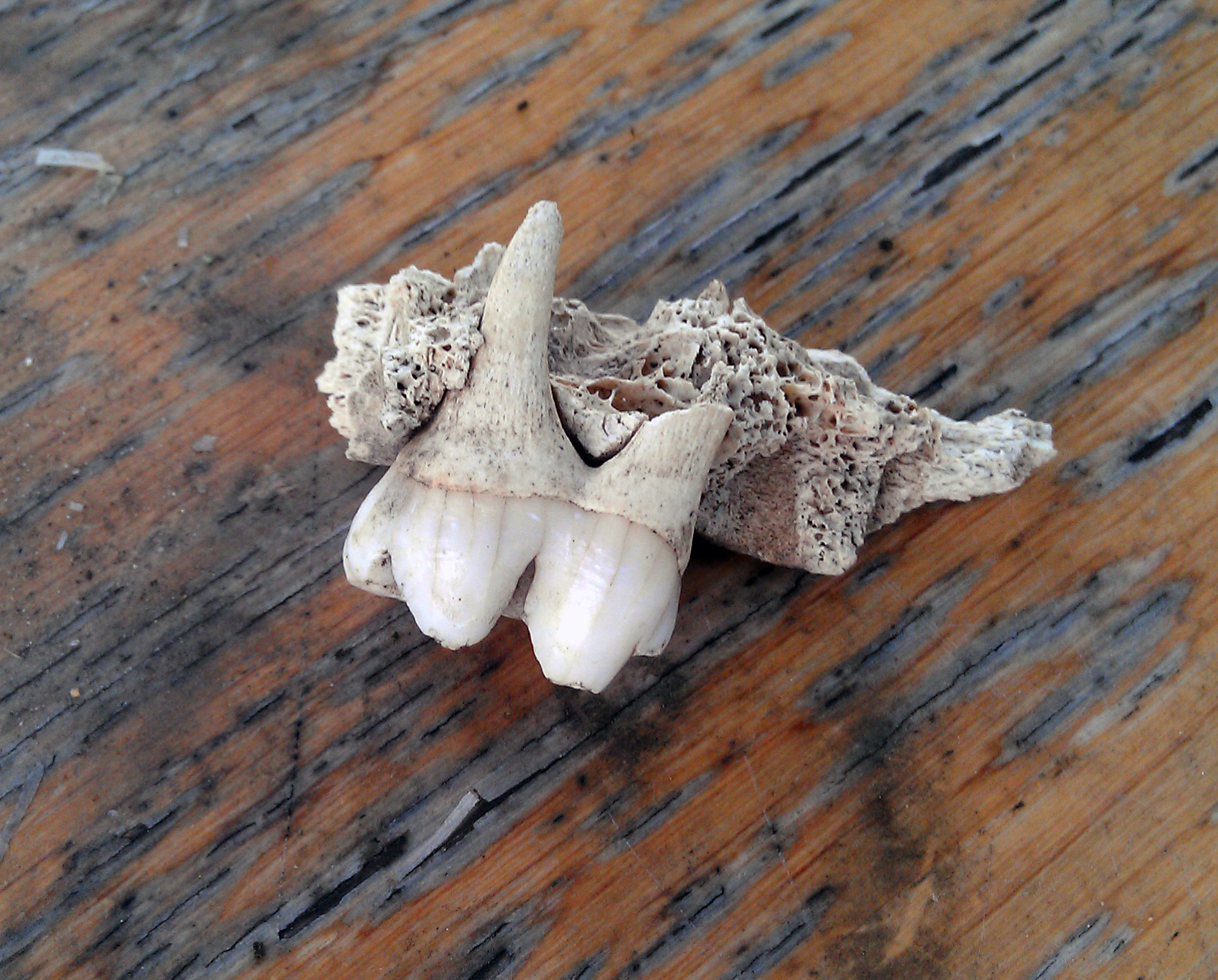
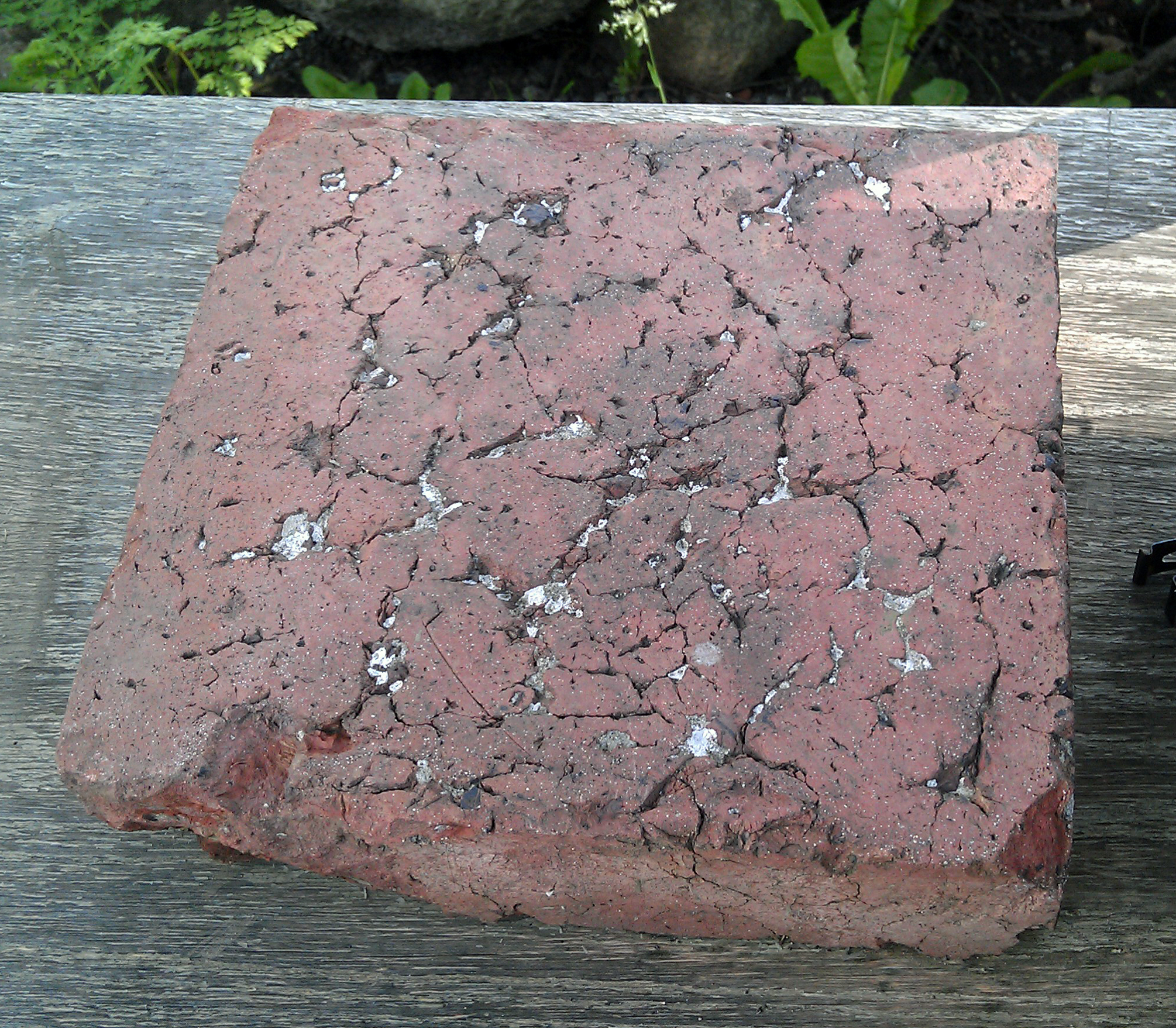
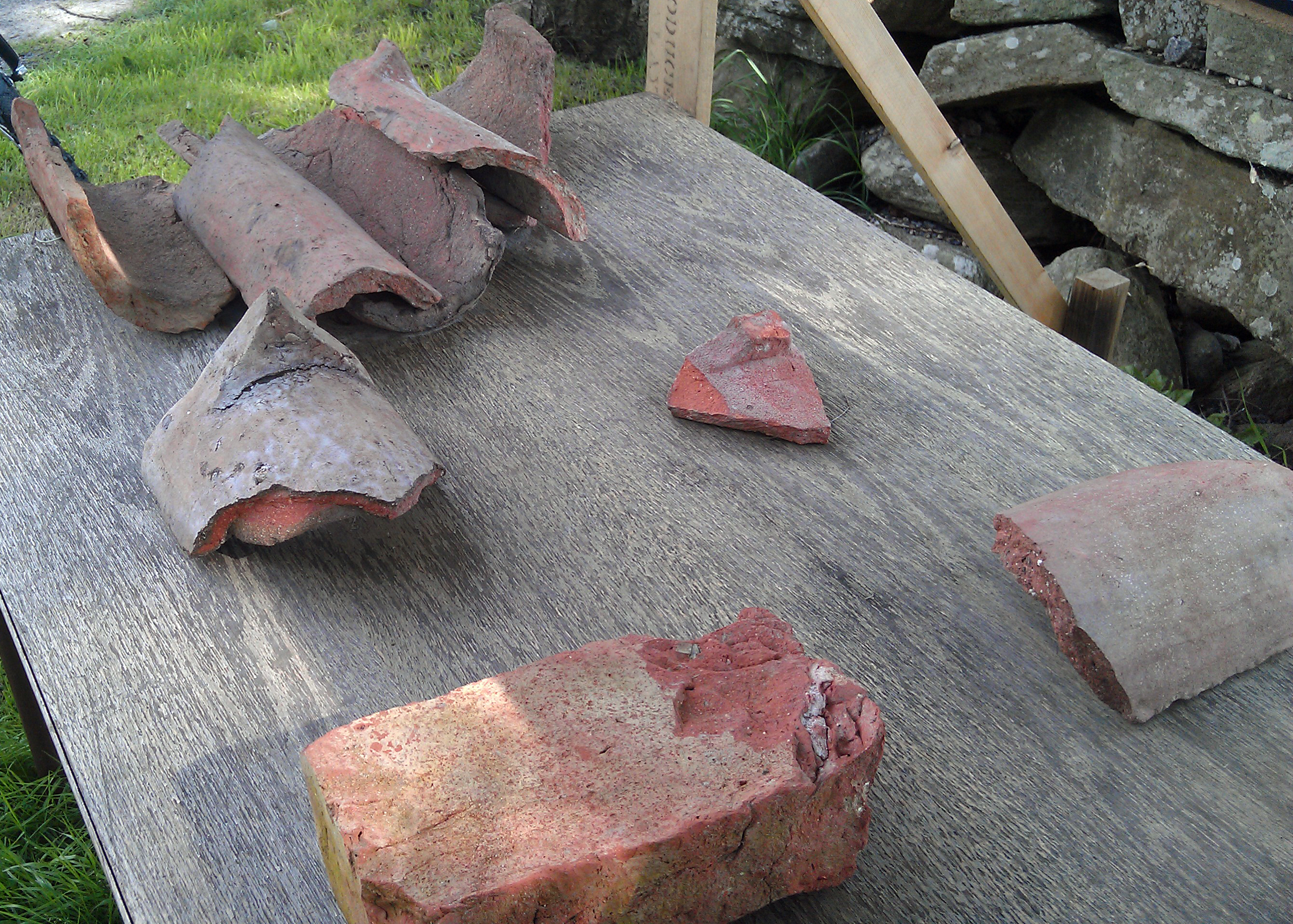